# گروسنیدسهایم
گروسنیدسهایم (به آلمانی: Großniedesheim) یک شهر در آلمان است که در راین-پفلاتس-کرایس واقع شده‌است. گروسنیدسهایم ۱٬۳۹۳ نفر جمعیت دارد.